# برایان هالی
برایان هالی (به انگلیسی: Brian Haley) (زاده ۱۲ فوریه ۱۹۶۱) بازیگر آمریکایی است.
از فیلم‌های معروف او می‌توان به فیلم‌های روز گردش بچه اشاره کرد.